# From the Muddy Banks of the Wishkah
From the Muddy Banks of the Wishkah (englisch Von den schlammigen Ufern des Wishkah) ist das zweite Live-Album der US-amerikanischen Grunge-Band Nirvana. Es wurde vom ehemaligen Bassisten Krist Novoselic in Erinnerung an den 1994 verstorbenen Bandleader Kurt Cobain zusammengestellt und am 1. Oktober 1996 veröffentlicht.

## Bedeutung
In Aberdeen, Washington, mündet der Wishkah River im Grays Harbor auf den Sandbänken des Pazifischen Ozeans. An diesem Ort gründete sich die Band 1987 und begann, ihre heruntergekommenen, expressionistischen Eindrücke zu Musik zu verarbeiten. From the Muddy Banks of the Wishkah fasst diese rauen Qualitäten der Band auf der Bühne zusammen und steht damit im Kontrast zum ersten Live-Album (MTV Unplugged in New York), welches dagegen feierlich, glamourös und anmutig erscheint. From the Muddy Banks of the Wishkah erfasst Nirvana ungeschliffen, hart und direkt. Dabei ist dieses Live-Album nicht minder leidenschaftlich. Es lässt sechs Jahre der Bandlaufbahn Revue passieren und schließt gleichzeitig das Kapitel Nirvana durch einen würdigen und lauten Abschied ab.

## Entstehung
Krist Novoselic und Schlagzeuger Dave Grohl hörten sich durch hunderte Audiomitschnitte ihrer Karriere. Sie verfolgten das Ziel, eine „ehrliche und leibhaftige“ Live-Platte präsentieren zu können, welche zum einen das besondere Live-Feeling der Band präsentiert, zum anderen gleichzeitig die verschiedenen Stationen der Band zwischen 1989 und 1994 einfängt und darüber hinaus die aussagekräftigsten Aufnahmen in einem Gesamtzusammenhang setzt und sie zu einer möglichst repräsentativen Setlist formt. Deshalb reihte man die Songs auch nicht chronologisch aneinander und griff auf verschiedenste Konzerte zurück.
Die Live-Platte präsentiert die Band zwischen Seattle und Springfield, zwischen London und Amsterdam sowie an Orten zwischen kleinsten amerikanischen Clubs und dem Reading Festival in Reading (England).

## Stil
Die Songs sind laut, hart und typisch für Nirvana. Musikalisch charakteristisch ist der kombinierte Wechsel zwischen lauten und leisen Arrangementparts. Diese bestehen aus einprägsamen, oft recht simplen Gitarrenriffs, melodietragenden Basslinien und einem dynamischen Schlagzeugspiel.
Die Qualität der Aufnahmen schwankt zwischen einfachen Soundboard-Mitschnitten auf Kassette bis zu 24-spurigen Aufnahmen.

## Cover
Das Cover zeigt eine Collage verschiedener Live-Fotos von Lisa Johnson, Mark Kates, Kevin Mazur und Charles Peterson. Zusammengestellt wurden diese von Robert Fisher, dem langjährigen grafischen Designer der Band. Im Booklet gibt es weitere Fotos aus der Karriere Nirvanas, sowie einen dreiseitigen Linernotes von Krist Novoselic:

„Durch das präsentieren dieser Platte hoffen wir, die ultimative Faszination von Nirvana (ganz besonders von Kurt) wie auch die Leidenschaft, welche wir mit der Musik, die wir machten, hatten, wieder in den Vordergrund rücken zu können.“

## Titelliste
1. Intro 3. Dezember 1989; London Astoria in London, UK – 0:52
2. School 25. November 1991; Paradiso in Amsterdam, Holland (1989, Bleach) – 2:40
3. Drain You 28. Dezember 1991; O’Brien Pavilion in Del Mar, USA (1991, Nevermind) – 3:34
4. Aneurysm 28. Dezember 1991; O’Brien Pavilion in Del Mar, USA (1992, Incesticide) – 4:31
5. Smells Like Teen Spirit 28. Dezember 1991; O’Brien Pavilion in Del Mar, USA (1991, Nevermind) – 4:47
6. Been a Son 25. November 1991; Paradiso in Amsterdam, Holland (1992, Incesticide) – 2:07
7. Lithium 25. November 1991; Paradiso in Amsterdam, Holland (1991, Nevermind) – 4:10
8. Sliver 10. November 1993; Civic Centre in Springfield, USA (1992, Incesticide) – 1:55
9. Spank Thru 19. November 1991; Castle Theatre in Rom, Italien – 3:10
10. Scentless Apprentice 13. Dezember 1993; Pier 48 in Seattle, USA (1993, In Utero) – 3:31
11. Heart-Shaped Box 30. Dezember 1993; Great Western Forum in Los Angeles, USA (1993, In Utero) – 4:41
12. Milk It 7. Januar 1994; Seattle Centre Arena in Seattle, USA(1993, In Utero)- 3:45
13. Negative Creep 31. Oktober 1991; Paramount Theatre in Seattle, USA (1989, Bleach) – 2:43
14. Polly 3. Dezember 1989; London Astoria in London, UK (1991, Nevermind) – 2:30
15. Breed 3. Dezember 1989; London Astoria in London, UK (1991, Nevermind) – 3:28
16. Tourette’s 30. August 1992; Reading Festival in Reading, UK (1993, In Utero) – 1:55
17. Blew 25. November 1991; Paradiso in Amsterdam, Holland (1989, Bleach) – 3:36
18. Verschiedene Konzertausschnitte und Ansagen, die lediglich auf der vierten Seite der Doppel-Vinyl-Version des Albums zu hören sind – 5:00

## Kommerzieller Erfolg
From the Muddy Banks of the Wishkah debütierte in den US-Billboard-Charts auf Platz eins. Auch auf weiteren größeren Musikmärkten schoss das Album direkt in die Top 10. Von dem Album wurden keine Singles ausgekoppelt. Lediglich von der Live-Version Aneurysm (1992, Incesticide) gab es eine, für Werbezwecke produzierte, Radio-Single, welche oft gespielt wurde.

| Land/Region                  | Auszeichnungen für Musikverkäufe (Land/Region, Auszeichnung, Verkäufe) | Verkäufe  |
| ---------------------------- | ---------------------------------------------------------------------- | --------- |
| Argentinien (CAPIF)          | Gold                                                                   | 30.000    |
| Australien (ARIA)            | Platin                                                                 | 70.000    |
| Belgien (BRMA)               | Gold                                                                   | 25.000    |
| Frankreich (SNEP)            | 2× Gold                                                                | 200.000   |
| Japan (RIAJ)                 | Gold                                                                   | 100.000   |
| Kanada (MC)                  | 2× Platin                                                              | 200.000   |
| Neuseeland (RMNZ)            | Platin                                                                 | 15.000    |
| Österreich (IFPI)            | Gold                                                                   | 25.000    |
| Spanien (Promusicae)         | Gold                                                                   | 50.000    |
| Vereinigte Staaten (RIAA)    | Platin                                                                 | 1.300.000 |
| Vereinigtes Königreich (BPI) | Gold                                                                   | 100.000   |
| Insgesamt                    | 8× Gold · 5× Platin ·                                                  | 2.115.000 |

Hauptartikel: Nirvana/Auszeichnungen für Musikverkäufe